# روبرت روجديستفنسكي
روبرت إيفانوفيتش روجديستفنسكي (الروسية: Ро́берт Ива́нович Рожде́ственский) شاعر ومترجم روسي، حاز جائزة الإكليل الذهبي في سنة 1966 وجائزة اتحاد الشبيبة الشيوعية اللينينية في سنة 1972 وجائزة الدولة السوفيتية في سنة 1979.

## سيرته
كان أبوه، ستانيسلاف نيكوديموفيتش بيتكيفيتش، يعمل في وزارة الداخلية، وطلق أمه عندما كان عمر روبرت 5 سنوات. استشهد في نهاية الحرب العالمية الثانية في لاتفيا. أمه كانت قبل الحرب مديرة مدرسة ريفية وتدرس في الوقت نفسه في كلية الطب، لذا استدعيت إلى الجبهة أثناء الحرب، وتركت ابنها مع جدته. لكن جدته ماتت فصار روبرت في دار أيتام.
في سنة 1943 درس روبرت في مدرسة موسيقية عسكرية. وفي نهاية الحرب تزوجت أمه من ضابط كان يخدم في قطعتها، وهو إيفان إيفانوفيتش روجديستفنسكي الذي تبنى روبرت، وانتقل مع والديه إلى كونيغسبرغ، مكان خدمتهما، وبعد انتهاء الحرب تنتقل الأسرة إلى لينينغراد ثم إلى بيتروزافودسك في سنة 1948.
في سنة 1950 تنشر قصائده الأولى في مجلة محلية في بيتروزافودسك، وفي سنة 1951 يدخل معهد الآداب في موسكو ويتخرج منه في 1956.
حظيت قصائده بشعبية كبيرة، وتحول بعضها إلى أغاني شهيرة.
توفي نتيجة احتشاء عضل القلب في 13 أعسطس 1994.

## روابط خارجية
- روبرت روجديستفنسكي على موقع IMDb (الإنجليزية)
- روبرت روجديستفنسكي على موقع ميوزك برينز (الإنجليزية)
- روبرت روجديستفنسكي على موقع ميوزك برينز (الإنجليزية)
- روبرت روجديستفنسكي على موقع قاعدة بيانات الفيلم (الإنجليزية)